# Église Saint-Martin de Vallenay
L'église du prieuré Saint-Martin, ou plus simplement l'église Saint-Martin est une ancienne église romane située à Vallenay, désaffectée depuis la construction voisine de l'église Saint-Roch de la fin du XIXe siècle. Elle est inscrite au titre des monuments historiques en 1998, en raison de la présence de fresques datant du XIIe siècle.

## Histoire
L'église paroissiale Saint-Martin de Vallenay a été construite au XIIe siècle, puis remaniée et agrandie plusieurs fois. Au début du siècle suivant, Vallenay devient un prieuré dépendant de l'abbaye de chanoines réguliers de Plaimpied. Au XVe siècle, l'église est comprise dans l'enceinte du château des seigneurs de Vallenay, château dont il reste une tour et un corps de logis.
L'église est d'abord paroissiale, puis prieurale, enfin aussi seigneuriale. À la Révolution, la cure est démantelée. L'église devient d'abord un « temple de la raison » en 1793. Le culte reprend en 1797. Durant tout le XIXe siècle, l'église se dégrade, la cure n'est pas pourvue et le service est assuré par un curé venant de l'extérieur. La municipalité hésite et tergiverse devant l'ampleur des travaux. C'est à la fin du XIXe siècle qu'est décidée la construction d'une nouvelle église et l'abandon de l'ancienne. Dans la nouvelle église sont placés des statues, lustres et meubles de l'ancienne, et une cloche datant de 1688 provenant de l'ancienne. Celle-ci est désaffectée, et est louée par la municipalité à un négociant en vin qui y établit son entrepôt jusqu'en 1982, date à laquelle il cesse ses activités. D'importants travaux modifient considérablement le bâtiment : le portail d'entrée de la façade est remplacée par une ouverture carrée permettant le passage de charriots, de grandes ouvertures carrées sont faites sur le côté Sud, détruisant les peintures.
Ensuite, la commune utilise la nef comme garage municipal. En 1987, avec l’aide du Pays d’accueil Boischaut, la municipalité entreprend la restauration du portail d’entrée et de la toiture. La restauration du chœur est entreprise sous l'impulsion  de l'association « Les Amis du Vieux Vallenay ».
Des travaux de rénovation et de restauration d'envergure commencent vers 2010. L'association La Sauvegarde de l'art français participe en 2012 au financement des travaux de drainage. En 2014, la restauration est achevée ; elle a duré quatre ans, et a été financée entre autres par un don de 36 000 dollars de l'association French Héritage Society, et par de nombreux autres dons, notamment à travers la Fondation du patrimoine. Le bâtiment, appelé un temps « Le Clos Saint-Martin », est devenu une Maison du patrimoine. Elle est utilisée, à intervalles irréguliers, pour des manifestations culturelles.

## Description

### Architecture
L'église est composée d'une nef romane unique couverte d'un plafond de bois ; c'est la partie la plus ancienne de l'édifice. Elle comporte plusieurs petites fenêtres, dont certaines en plein cintre ; une seule est encore de la construction initiale, les autres été ajoutées ou modifiées progressivement. L'église n'a pas de transept et la nef communique par une grande arcade cintrée avec deux travées de chœur bien plus récentes, et construites à la fin du XVe siècle ou au début du XVIe siècle. À cette occasion, l'ancien chevet roman est réemployé pour la plupart des modillons de la corniche extérieure. Le chœur est voûté d'ogives. Une sacristie est accolée au chevet. Une chapelle seigneuriale, dite la chapelle de Bigny, a été édifiée à une époque légèrement plus tardive au côté sud, au niveau de la première travée du chœur. Au milieu du toit, entre la nef et les travées du chœur, se trouvait un petit clocher cubique surmonté d’un toit octogone, le tout revêtu de bardeaux ; le clocher a disparu, mais l'entrée qui permet l'accès, dans la chapelle de Bigny, a été conservée lors de la restauration.
L'église est de petite taille : largeur du chœur : 5,30 m, de la nef : 5,70 m, longueur du chœur : 9,50 m, totale : 25,40 m. Dans la nef sont deux autels vides, un de chaque côté du chœur. 
Dans la chapelle de Bigny, la paroi nord contient une grande épitaphe noire, en partie brisée, à la mémoire de Joseph de Bigny et une autre, en pierre blanche, à la mémoire d'une Sylvine Binet et daté du 22 mai 1693. Au sol, la pierre tombale de Claude de Bigny ; autour de sa représentation en habit de combat, une inscription qui rappelle sa mort le 10 septembre 1622,.

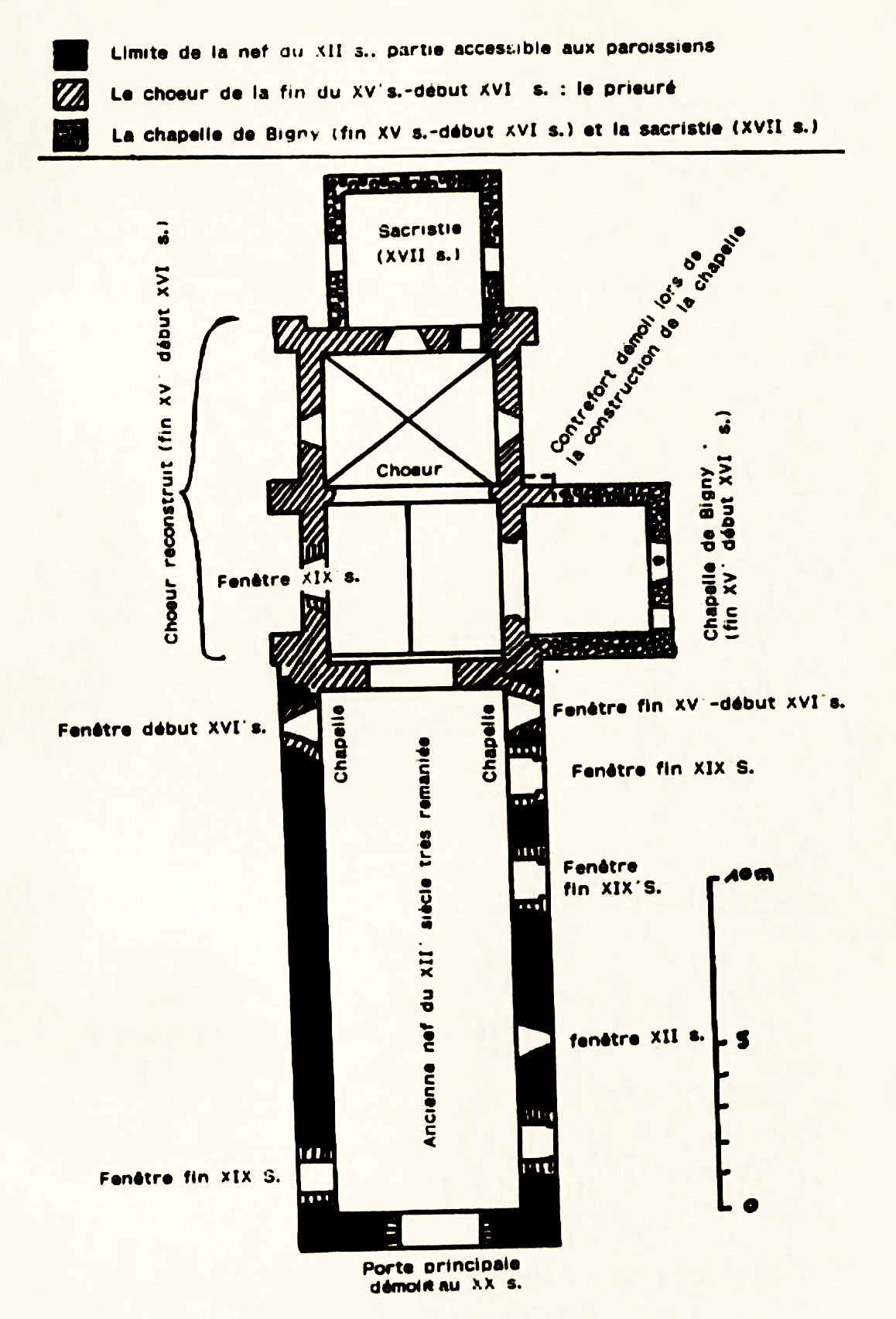
Plan de l'église Saint-Martin de Vallenay.
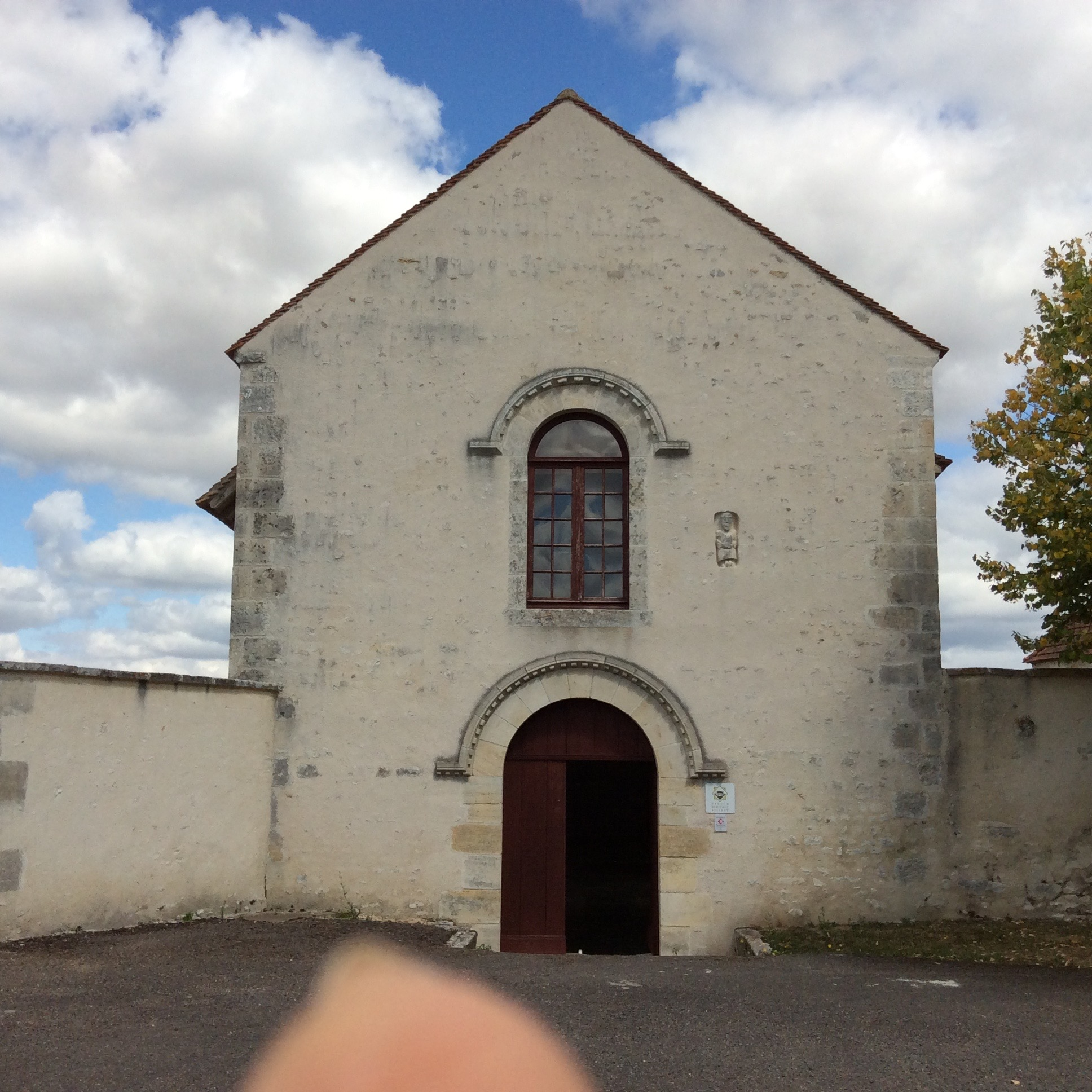
Façade avec portail et statuette.
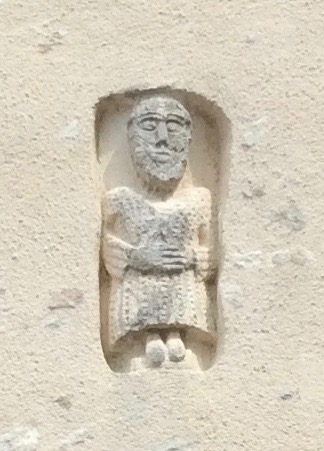
Statuette dans une niche de la façade.
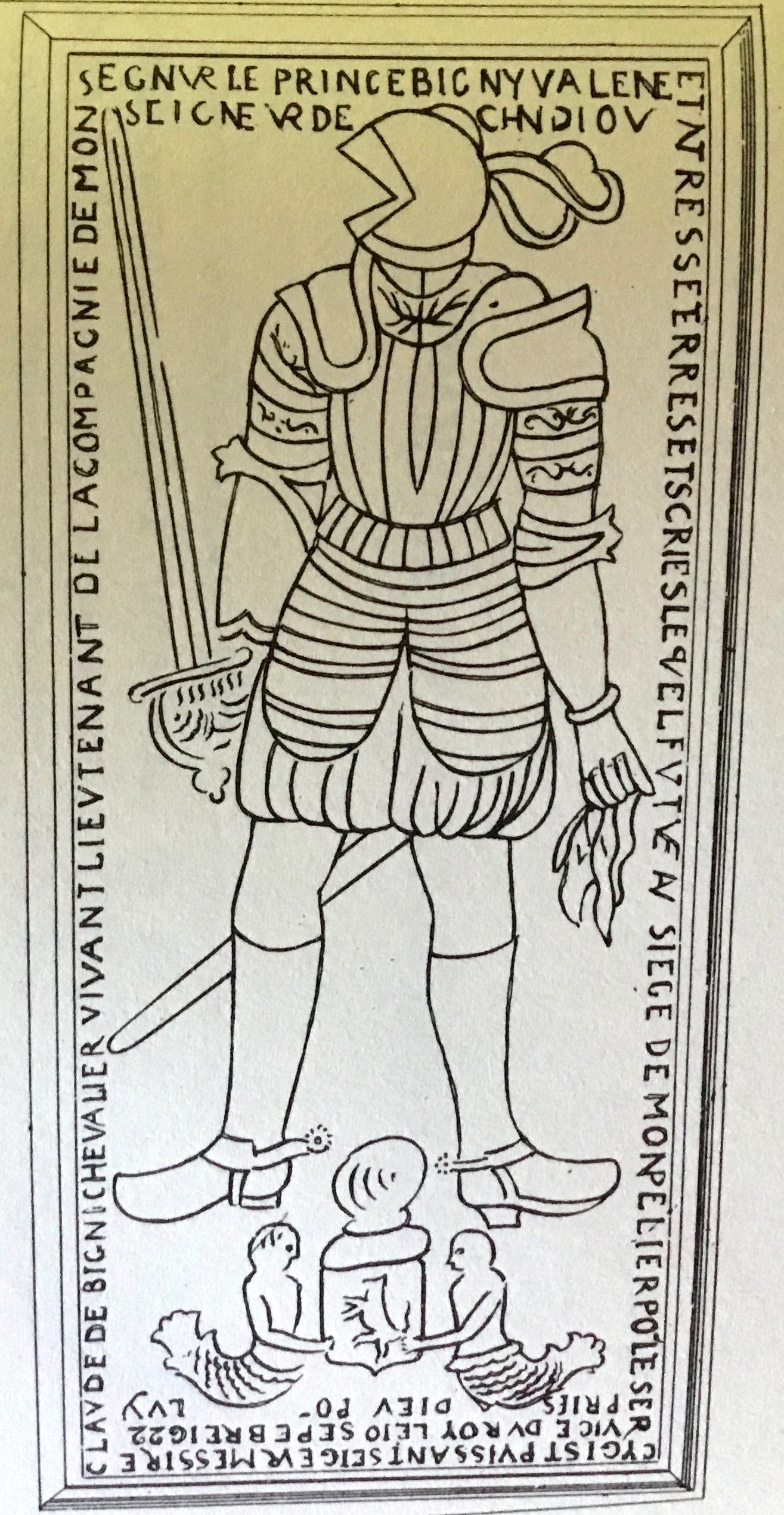
Pierre tombale de Claude de Bigny en habit de combat, mort le 10 septembre 1622.

### Décor peint

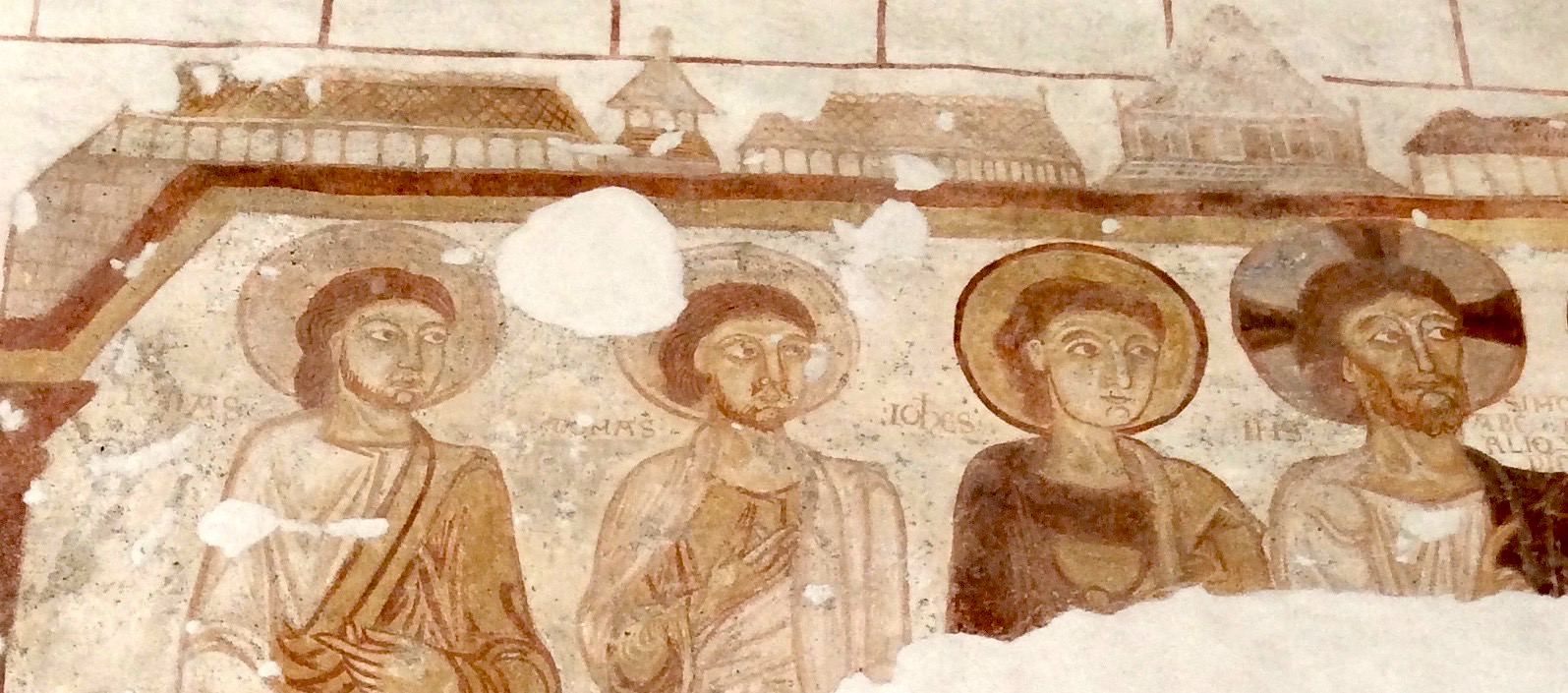
Repas chez Simon - partie gauche.
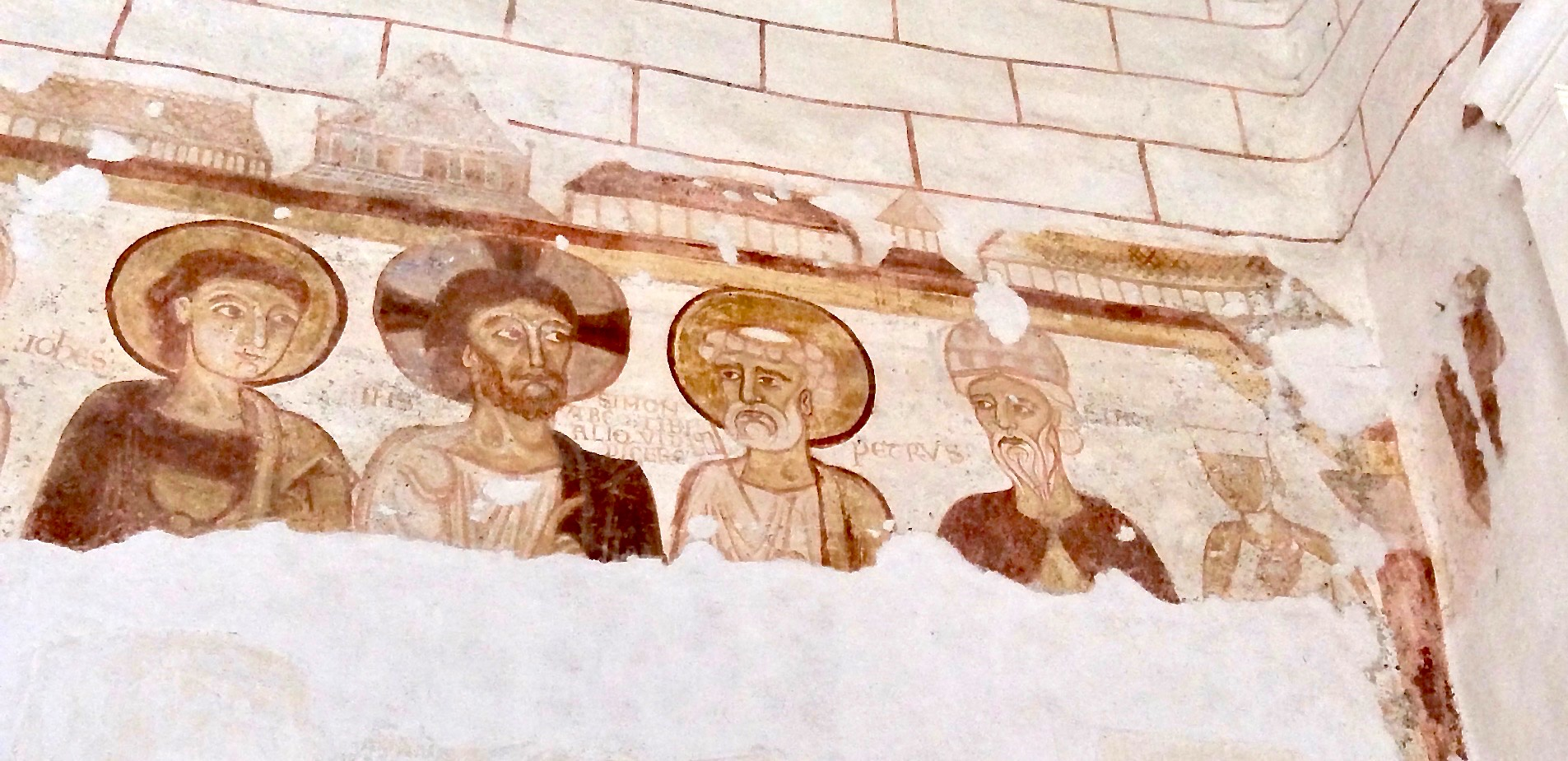
Repas chez Simon - partie droite.

L'église abrite plusieurs décors peints, exécutés du XIVe au XVIIe siècle, encore en partie sous badigeon. Ces peintures se trouvent dans la nef. Les murs de la nef conservent les vestiges d'un calendrier d'époque romane, représentant les travaux des mois de l'année, sous forme de médaillons. On reconnaît le mois de janvier à la tête à double face du dieu Janus ou le mois de mars illustré par la préparation de la vigne.

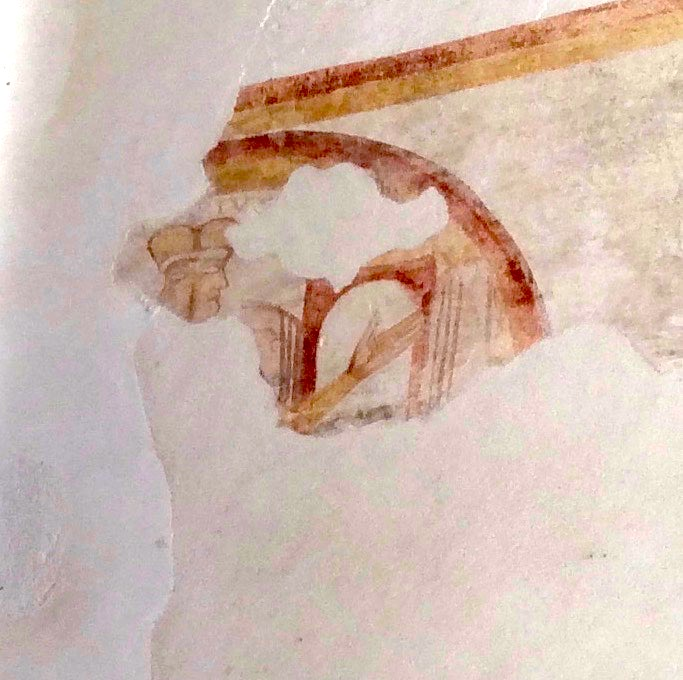
Mois de janvier.

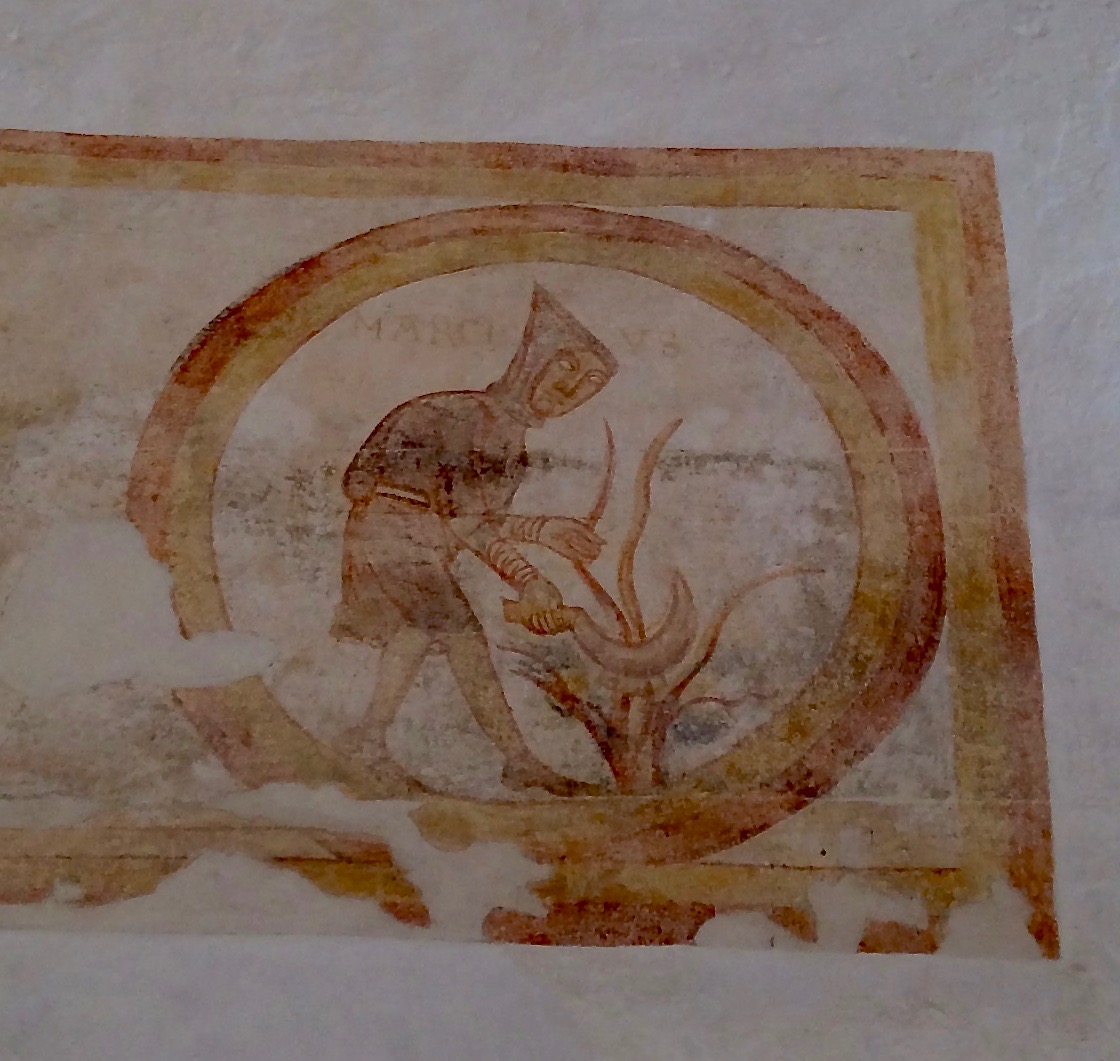
Mois de mars.

Sur le mur nord, d'autres traces de peintures sont un grand quadrilobe à bordure ocre-rouge et ocre-jaune, presque totalement effacé, et, au-dessus de la baie, une scène datant peut-être du XIIIe siècle, dont subsiste une partie de l'inscription, au-dessus d'un visage de femme portant un touret ou un voile, et un motif difficile à identifier. Enfin, à gauche de cette même baie, un fragment de scène de l'époque romane, représentant le Repas chez Simon ou la pêche miraculeuse au lac de Tibériade. Les personnages y sont nommés ; de gauche à droite ce sont Judas, Thomas, Job, IHS (Jésus), Simon, Petrus et une femme dont le nom n'est pas lisible. Un autre décor, dont le sujet et l'époque ne peuvent être précisés, car recouverts d'un badigeon, existe aussi sur le mur diaphragme du chœur. Sur le chevet du chœur, apparaît un christ en gloire dans une mandorle, accompagné du tétramorphe.

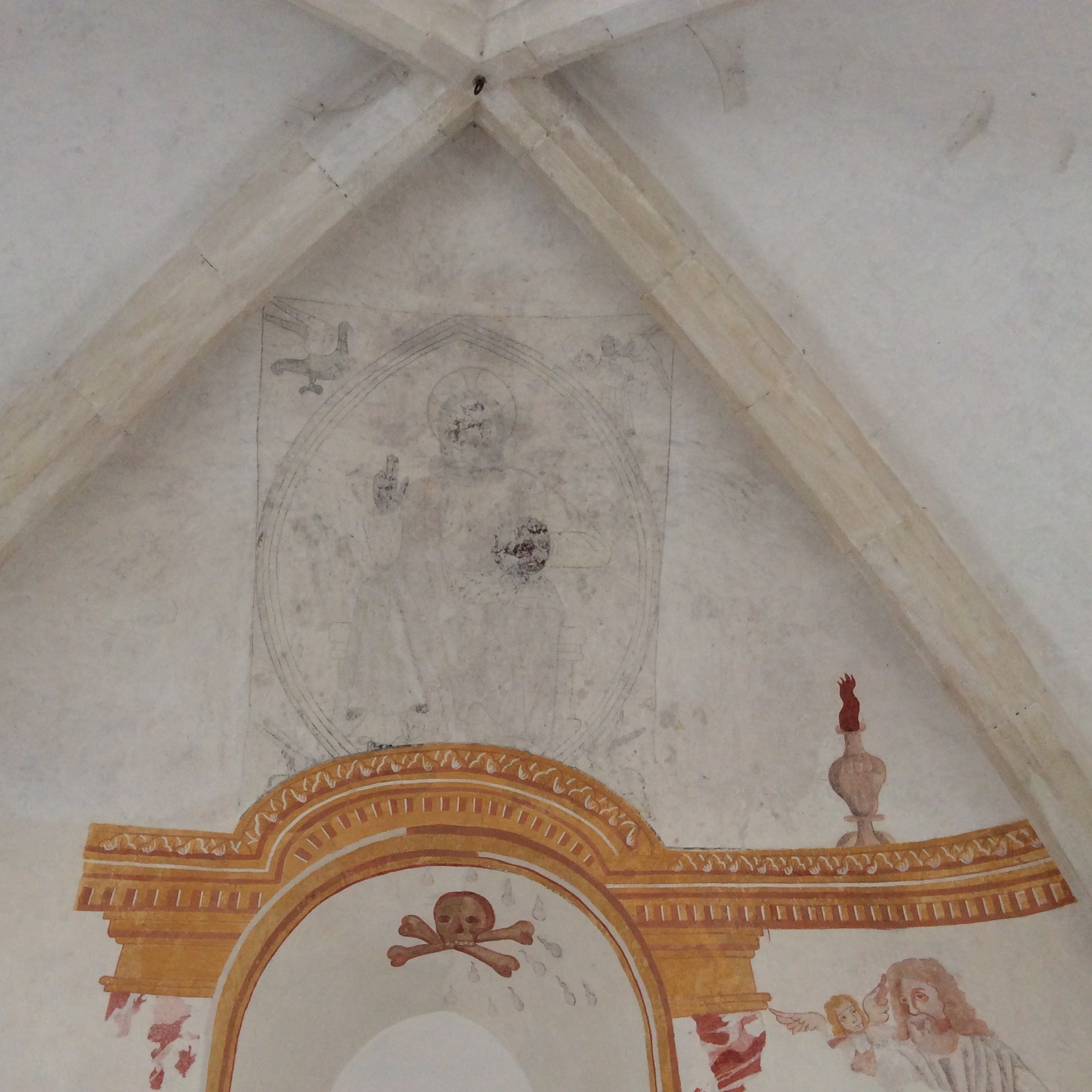
Christ en gloire esquissé.

Ce décor est à peine visible et semble simplement esquissé ; il est plus récent et probablement contemporain ou de peu postérieur à la construction des deux travées du chœur. 

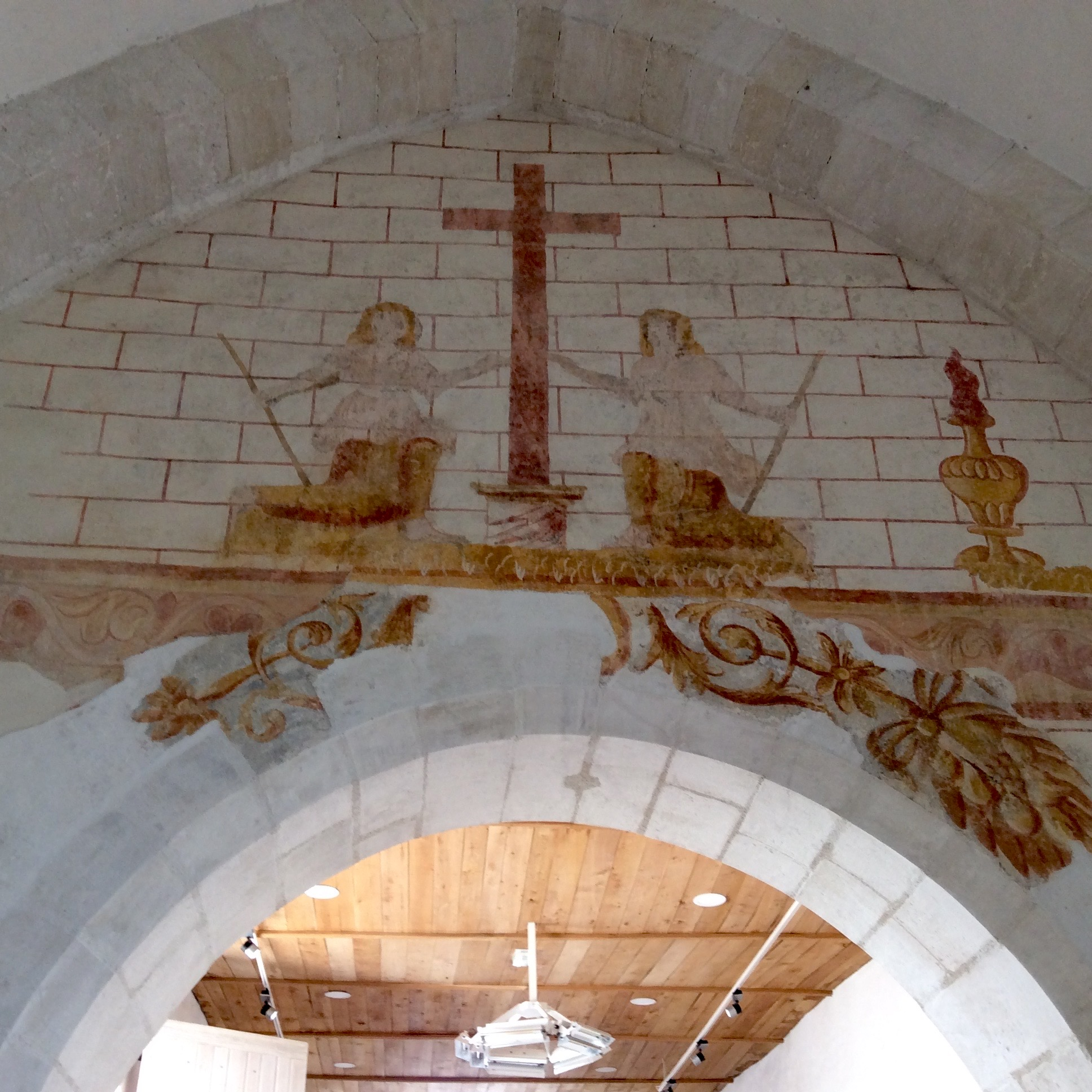
Décor sur arc triomphal.

La travée Est possède une décoration picturale placée dans une architecture feinte datant du XVIIe siècle. Une litre funéraire a été apposée sur les murs de l'église au XVIIe ou XVIIIe siècle. 

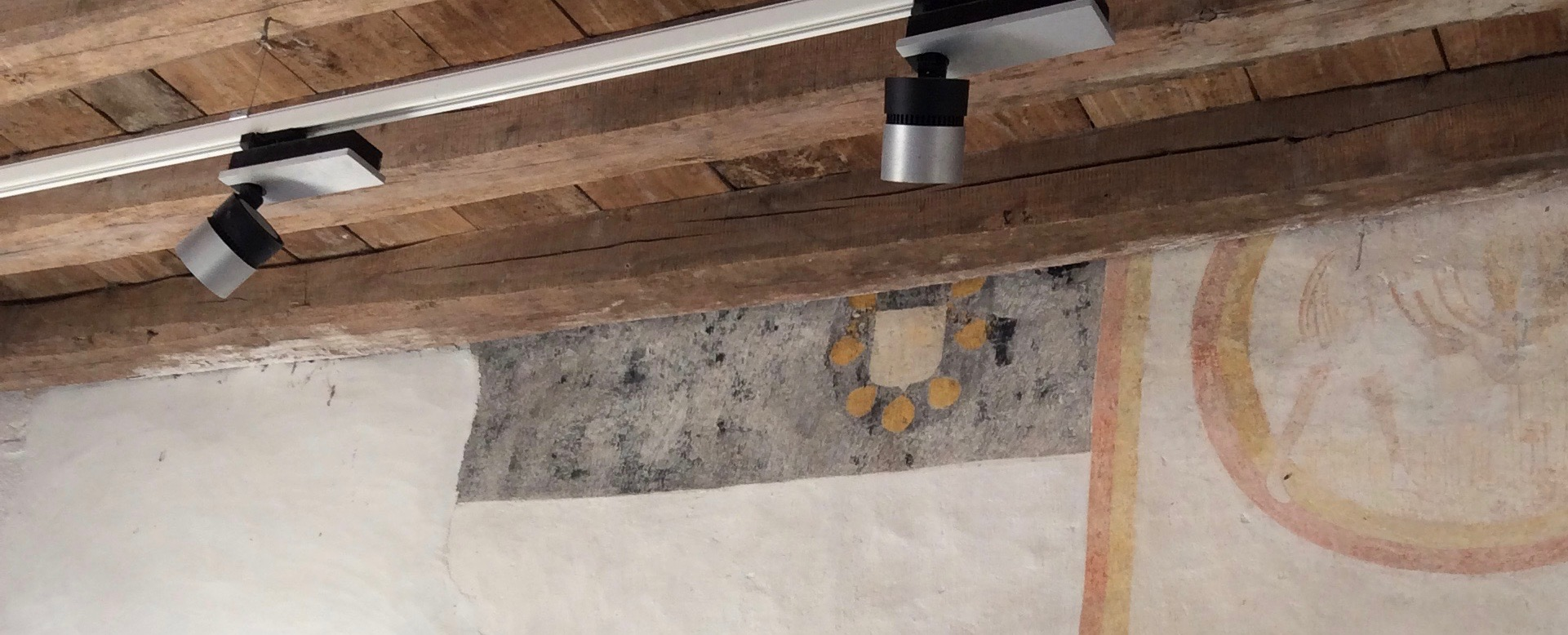
Élément de litre funéraire.

Elle fait tout le tour de l'église ; on en aperçoit un bout sur le mur Nord, à l'entrée, à moitié caché sous la tribune élevée par-dessus, et un autre sur le chevet du chœur, autour de l’autel.